# Delta, British Columbia
Delta är en ort i Kanada.   Den ligger i provinsen British Columbia, i den södra delen av landet, 3 500 km väster om huvudstaden Ottawa. Delta ligger 81 meter över havet och antalet invånare är 101 668.
Terrängen runt Delta är huvudsakligen platt. Delta ligger uppe på en höjd. Runt Delta är det tätbefolkat, med 982 invånare per kvadratkilometer.. Närmaste större samhälle är Surrey, 7,3 km sydost om Delta. 